# André Hoffmann (Radsportler)
André Aloyse Hoffmann (* 10. Oktober 1926) ist ein luxemburgischer Radrennfahrer.

## Sportliche Laufbahn
Hoffmann war im Straßenradsport aktiv. 1948 war er Ersatzfahrer bei den Olympischen Spielen in London für das olympische Straßenrennen. 1947 gewann er die nationale Meisterschaft im Straßenrennen der Amateure vor Henri Kass. 1950 wurde er Zweiter in der Österreich-Rundfahrt hinter Richard Menapace.